# 阿图尔·施尼茨勒
阿图尔·施尼茨勒（德語：Arthur Schnitzler；1862年5月15日—1931年10月21日）是奧地利猶太裔醫師、小說家、劇作家。代表作有《綺夢春色》、《輪舞》與《伊瑟小姐》等。

## 作品一覽
- Anatol （戲曲、1893年）
- Blumen 花（小說、1894年）
- Liebelei 戀愛三昧（戲曲、1896年）
- Die Toten schweigen （小說、1897年）
- 綠鸚鵡（戲曲、1899年）
- Sterben 死（小說、1895年）
- Reigen 輪舞（戲曲、1900年）
- Der blinde jeronimo und sein Bruder（小說、1900年）
- Leutnant Gustl 辜司特上尉（1900年）
- Der Weg ins Freie（小說、1908年）
- Frau Berta Garlan
- Frau Beate und ihr Sohn（小說、1913年）
- 伊瑟小姐（1924年）
- Traumnovelle 綺夢春色（又譯：夢小說、1926年）
- Therese（小說、1928年）

## 外部連結
- Arthur Schnitzler的作品  - 古騰堡計劃
- Arthur Schnitzler  - 古滕堡分布式校对（加拿大）
- 互联网档案馆中阿图尔·施尼茨勒的作品或与之相关的作品
- 來自阿图尔·施尼茨勒的LibriVox公共領域有聲讀物
- 互聯網百老匯資料庫（IBDB）上阿图尔·施尼茨勒的資料（英文）
- 开放图书馆中阿图尔·施尼茨勒的著作
- Additional works by Arthur Schnitzler (eLibrary Projekt – eLib)
- Schnitzler Archive, a research institution at the german Freiburg University which holds a copy of Schnitzler's literary estate such as drafts of his works and some unpublished works （页面存档备份，存于）
- PushkinPress.com English editions of works （页面存档备份，存于） by Pushkin Press